# جزایر پاکستان
این یک لیست از جزایر پاکستان (اردو: پاکستان کے جزائر) است.

## سواحلبلوچستان
- جزیره هفت تلار (در بلوچی به معنی هفت‌تپه) یا اَستولا.
- جزیره مالان (یک جزیره گل‌فشان است)
- زلزله‌کوه (جزیره کوچکی است که در سال ۲۰۱۳ پس از یک زلزله نمایان و سپس ناپدید شد)

## سواحلسند
- جزایر بابا و بیت
- جزیره بودو
- جزیره بوکر
- جزیره باندال
- جزیره چورنا (همچنین به عنوان Charna شناخته می‌شود)
- صخره صدفی کلیفتون - جزایر کوچک
- جزیره کهیپریان‌واله
- مانورا (همچنین به عنوان مانورو شناخته می‌شود)
- شمس پیر
- هاوکس بی
- جزیره دهاری، کراچی، سند، پاکستان
- پیمو (تیدو) کراچی